# Moschel
Die Moschel ist ein 20,4 km langer, linker Zufluss der Alsenz im rheinland-pfälzischen Donnersbergkreis.

## Name
Der Fluss wird um 1350 als Můsselerbach erstmals urkundlich erwähnt. Der Name leitet sich vom germanischen *muska- für 'Moos' ab.

## Geographie

### Verlauf
Die Moschel entspringt südöstlich von Dörrmoschel an der Westflanke der Dörnbacher Höhe auf einer Höhe von 375 m ü. NHN. Von hier aus fließt die Moschel vorrangig in nördliche Richtungen. Zuerst nach Nordwesten fließend passiert sie Dörrmoschel und Teschenmoschel. Im Abschnitt bis Waldgrehweiler wendet sie ihren Lauf nach Nordosten und passiert anschließend Finkenbach-Gersweiler und Schiersfeld, um bei Sitters dann ihren Lauf nach Norden zu wenden. Nach rund 2 Kilometern weiterer Wegstrecke erreicht die Moschel Obermoschel. Hier wendet sich der Flusslauf nach Osten, um nach dem Durchfließen von Niedermoschel nördlich von Alsenz auf 145 m ü. NHN in die gleichnamige Alsenz zu münden.
Auf ihrem 20,4 km langen Weg überwindet die Moschel einen Höhenunterschied von 230 m, was einem mittleren Sohlgefälle von 11,3 ‰ entspricht. Der Fluss entwässert sein 65,997 km² großes Einzugsgebiet über Alsenz, Nahe und Rhein zur Nordsee.

### Nebenflüsse
Der Moschel fließen zahlreiche kurze Nebenflüsse zu. Wichtigster Nebenfluss ist dabei der 5 km lange Ransenbach, dessen Einzugsgebiet 9,3 km² groß ist.
Im Folgenden werden die Nebenflüsse der Moschel, die von der Wasserwirtschaftsverwaltung Rheinland-Pfalz geführt werden, in der Reihenfolge von der Quelle zur Mündung genannt. Angegeben ist jeweils die orografische Lage der Mündung, die Länge, die Größe des Einzugsgebiets, die Höhenlage der Mündung und die Gewässerkennzahl.
| Name            | Lage   | Länge in km | EZG in km² | Mündungshöhe in m ü. NHN | GKZ       |
| --------------- | ------ | ----------- | ---------- | ------------------------ | --------- |
| Layerbach       | rechts | 4,0         | 4,526      | 286                      | 25488-2   |
| Seierwoog       | links  | 1,6         | 2,076      | 238                      | 25488-32  |
| Ransenbach      | rechts | 5,0         | 9,305      | 230                      | 25488-4   |
| Finkenbach      | links  | 1,2         | 1,576      | 214                      | 25488-512 |
| Mordwiesenbach  | links  | 1,0         | 1,021      | 213                      | 25488-52  |
| Steckenbach     | links  | 1,4         | 0,980      | 206                      | 25488-592 |
| Lämmerbach      | links  | 1,0         | 1,154      | 206                      | 25488-594 |
| Sulzbach        | rechts | 2,9         | 4,399      | 198                      | 25488-6   |
| Unkenbach       | links  | 4,3         | 6,772      | 168                      | 25488-74  |
| Sauerborngraben | links  | 2,5         | 1,915      | 166                      | 25488-76  |
| Katzbach        | links  | 1,9         | 1,916      | 166                      | 25488-8   |

Anmerkungen zur Tabelle
1. ↑  Gewässerkennzahl, in Deutschland die amtliche Fließgewässerkennziffer mit zur besseren Lesbarkeit eingefügtem Trenner hinter dem Präfix, das einheitlich für den allen gemeinsamen Vorfluter Moschel steht.

## Umwelt
Die Moschel ist ein feinmaterialreicher, karbonatischer Mittelgebirgsbach. Ihre Gewässerstruktur ist im Oberlauf bis unterhalb von Teschenmoschel sehr stark bis vollständig verändert. Der folgende Abschnitt bis Finkenbach ist überwiegend deutlich bis stark verändert. Es gibt aber auch einzelne Abschnitte mit nur geringer bis mäßiger Veränderung. Der Unterlauf ist überwiegend stark bis sehr stark verändert. Die Gewässergüte der Moschel wird im Oberlauf bis unterhalb von Teschenmoschel mit kritisch belastet angegeben. Bis Finkenbach wird die Gewässergüte mit gering belastet (Güteklasse I-II), anschließend mit mäßig belastet (Güteklasse II) angegeben (Stand 2005).

## Infrastruktur
Die Moschel wird auf der gesamten Länge von Straßen begleitet. Von Dörrmoschel bis Obermoschel ist es die L 379 und von Obermoschel bis zur Mündung die Bundesstraße 420.